# Departamento de Plateaux
Plateaux es un departamento de la República del Congo en la parte central del país. Está rodeado por los departamentos de Cuvette, Lékoumou, y Pool y tiene frontera internacional con la República democrática del Congo y Gabón. La capital es Djambala.
En 2007 tenía una población de 174 591 habitantes.

## Geografía
El departamento tiene los siguientes límites:
| Noroeste: Departamento de Cuvette      | Norte: Departamento de Cuvette | Noreste: Departamento de Cuvette                                  |
| Oeste: Provincia de Haut-Ogooué, Gabón |                                | Este: Provincia de Équateur, República Democrática del Congo      |
| Suroeste: Departamento de Lékoumou     | Sur: Departamento de Pool      | Sureste: Provincia de Mai-Ndombe, República Democrática del Congo |

## Subdivisiones
El departamento comprende once distritos:
- Abala
- Allembe
- Djambala
- Gamboma
- Lékana
- Makotipoko
- Mbon
- Mpouya
- Ngo
- Ollombo
- Ongoni